# 麥克-森林丘陵湖 (佛羅里達州)
麥克-森林丘陵湖（英語：Lake Mack-Forest Hills）是位於美國佛羅里達州萊克縣的一個人口普查指定地區。

## 地理
麥克-森林丘陵湖的座標為28°59′56″N 81°25′40″W / 28.99889°N 81.42778°W，而該地最高點為海拔高度18米（即59英尺）。

## 人口
根據2010年美國人口普查的數據，麥克-森林丘陵湖的面積為13.10平方千米，當中陸地面積為12.30平方千米，而水域面積為0.80平方千米。當地共有人口989人，而人口密度為每平方千米75人。